# Résolution 884 du Conseil de sécurité des Nations unies
Membres permanents
- Chine
- États-Unis
- France
- Royaume-Uni
- Russie

Membres non permanents
- Brésil
- Cap-Vert
- Djibouti
- Espagne
- Hongrie
- Japon
- Maroc
- Nouvelle-Zélande
- Pakistan
- Venezuela

Résolution no 883 Résolution no 885
La résolution 884 du Conseil de sécurité des Nations unies, adoptée à l'unanimité le 12 novembre 1993, après avoir réaffirmé les résolutions 822 (1993), 853 (1993) et 874 (1993), le Conseil a exprimé sa préoccupation face à la poursuite du conflit arméno-azerbaïdjanais au Haut-Karabakh. condamné les violations du cessez-le-feu entre les parties, en particulier l'occupation du district de Zangilan et de la ville de Goradiz.   
Le Conseil a également condamné les attaques contre les civils et les bombardements en Azerbaïdjan, appelant le gouvernement arménien à user de son influence pour que les Arméniens du Haut-Karabakh respectent les résolutions antérieures du Conseil de sécurité. Il s'est également félicité de la déclaration du Groupe de Minsk de l'OSCE concernant les cessez-le-feu unilatéraux. 
La résolution exigeait alors de la part des parties concernées la cessation immédiate des hostilités, le retrait unilatéral des forces d'occupation du district de Zangelan et de la ville de Goradiz et le retrait des forces d'occupation des autres zones récemment occupées de l'Azerbaïdjan. En ce qui concerne les violations récentes du cessez-le-feu, le Conseil a exhorté les parties à observer le cessez-le-feu établi à partir des contacts entre le gouvernement de la Russie et le Groupe de Minsk de l'OSCE. Il a également demandé aux autres pays de s'abstenir d'intervenir dans le conflit, d'autant plus que les combats à la frontière entre l'Azerbaïdjan et l'Iran ont conduit les troupes iraniennes à se rendre dans la région frontalière.
Enfin, le Conseil a demandé au secrétaire général et aux organismes internationaux de fournir une aide humanitaire d'urgence à la population civile touchée, en particulier aux personnes déplacées, exhortant en outre le secrétaire général Boutros Boutros-Ghali et le Groupe de Minsk de l'OSCE continue de faire rapport au Conseil sur les faits nouveaux.
Malgré l'adoption de la résolution 884, les bombardements et les combats périodiques se sont poursuivis.